# Schwetzi csata
A Schwetzi csata a Német Lovagrend és Lengyelország seregei közt lezajlott ütközet, a tizenhárom éves háború keretében, 1462. szeptember 17-én, a pomerániai Schwetz mellett, Pucknál, (ma Świecin, Lengyelország), közvetlenül a Zarnowitz (Żarnowieci)-tó mellett, Zarnowitznál (Żarnowiec), ezért a lengyelek Żarnowieci (Zanrowitzi) csatá-nak is hívják. Az ütközetben a jóval kisebb lengyel sereg nagy győzelmet aratott a lovagrendiek zsoldosai felett.

## Előzmények
1454-ben kitört a hosszú háború a német lovagok ellen. A háború elején ugyan a rend győzött a konitzi ütközetben de nem aratott maradéktalan sikert, mert ahhoz, hogy ténylegesen is nyerjen, fenn kellett volna tartania tekintélyes zsoldos seregét, de erre pénz nem volt. A porosz nemesség, a városok, sőt még a parasztok is átálltak IV. Kázmér mellé, akit anyagilag is támogattak. A király seregét így zsoldosokkal (egyrészt lengyelekkel, egyrészt külországiakkal) tudta megerősíteni.
Minthogy pénz nem volt, és a knechtek (azaz a német zsoldosok) nem voltak hajlandóak fizetség nélkül harcolni, ezért kölcsönökkel, s zálogokkal (városok, várak, várkastélyok, uradalmak, ingó, ingatlan vagyonok elzálogosításával) próbálták a pénzhiányt pótolni és segítséget kértek más országoktól, de ez utóbbit nem kapták meg, leszámítva a dánokat és németalföldieket, akiket azonban hamar megvert a danzigi flotta.
A harc váltakozva folyt, de az 50-es évek végére Poroszország nagy része már zálogban volt, s a lovagrend seregvezérei (akik szintén zsoldosok voltak) is hatalmas honorbirtokokat kaptak. 1457-ben még Marienburgot is át kellett adni, amit nem sokkal ezután a lengyelek bevettek, s a lovagok 1458-ban Königsbergbe költöztek át. A zálogból visszamaradt földeket és várakat a zsoldosvezérek titokban eladták a lengyel királynak, s sokszor harc nélkül cseréltek gazdát az egyes területek.
Most újabb, döntő szárazföldi csatára került sor a két sereg között, melyek közt méretben különbség, de minőségben egyenlőség volt.

## A lengyel erők
A lengyelek élén személyesen a király állt, de a tényleges vezetés jeles hadvezére Piotr Dunin kezében összpontosult. A sereg létszáma kb. 3000 fő volt, ebből 1000 gyalogos, 1000 lovas (egyrészt 112 nehézlovas), míg Danzigból vagy 400 zsoldos érkezett, továbbá 300 tatár is erősítette a lovasságot. A sereget főleg zsoldosok tették ki, jobbára lengyelek, míg másik részük cseh és magyar volt, előbbiekből többen egykori husziták voltak.

## A lovagrendi erők
A rendi sereg felett (csaknem 5000 fő) az osztrák Fritz Raweneck és Kaspar Nostyc vezérek parancsnokoltak, utóbbi egyik parancsnoka volt a konitzi ütközetben a rendi erőknek.
Raweneck több pontból vonta össze csapatait, Mewe (Gniew), Stargard (Starogard), Neuenburg (Nawe) és Schöneck (Skarszewy) területéről. A sereg háromezer német zsoldosból (2000 gyalogos, 1000 lovas), vagy négyszáz, a környékbeli várak katonaságából állt, továbbá erősítették a sereget II. Erik vezetésével pomerán segédhadak is (1300 fő) és ágyúkkal is rendelkeztek.
Szeptember 16-án találták szembe magukat az ellenséggel.

## A csata
Szeptember 17-én reggel indult meg a csata. A lengyel haderő a huszita harcmodor remek taktikáját alkalmazva szekereiből szekérvárat alakított ki, s vizesárokkal vette körül, amit a közeli tó vizéből töltöttek fel. A lovagrendi sereg szintén a táborban védekezett.
Dunin a gyalogság nélkül a lovassággal indult rohamra a németek ellen a Rosen-tó felől. Ettől távolabbra Raweneck elől a lovassággal, hátul a gyalogosokkal állt harcra készen a táborból.
Paweł Jasienski vezetése alatt a nehézlovasság indult támadásra az első sorokban. 3 óráig tartó ádáz ütközetben győzelmet aratott, s egy déli szünetet követően, miután a katonák megebédeltek, folytatódott a harc. A németek hátulról támadást intéztek a lengyelek ellen, de a lengyel számszeríjasok nyílzáporának hatására nagy veszteségeket szenvedtek, s visszavonulásra kényszerültek.
Raweneck sebesülten leállította egy kis időre a katonáit, azután újabb támadást vezényelt, ami vereséggel végződött: ő maga elesett, a lovasságból pedig vagy fogságba kerültek, vagy megfutamodtak. A még megmaradt német gyalogság ellenállását egy hirtelen lengyel támadás törte meg.

## Veszteségek
A német lovagok zsoldosai vezérükön kívül, vagy 1000 embert vesztettek, ötvenen megadták magukat. Raweneck, vezértársa a zarnowitzi templomba menekült. A lengyelek közül 250-en estek el, ebből 150 sebesülésébe halt bele. A danzigiak vezetője Maciej Hagen is életét vesztette, s Dunin is megsebesült.

## Következmények
A vereséggel Danzigot és Kelet-Pomerániát elvesztette a német lovagrend, helyzete kritikussá vált. Schwetz döntő szárazföldi ütközetnek bizonyult, míg alig egy évvel később egy tengeri csatában is súlyos vereséget szenvedtek el a németek.

## Fordítás
- Ez a szócikk részben vagy egészben a Battle of Świecino című angol Wikipédia-szócikk fordításán alapul.  Az eredeti cikk szerkesztőit annak laptörténete sorolja fel. Ez a jelzés csupán a megfogalmazás eredetét és a szerzői jogokat jelzi, nem szolgál a cikkben szereplő információk forrásmegjelöléseként.